# ماهی چیز
«ماهی چیز» (به انگلیسی: Thing-Fish) آلبومی از هنرمند اهل ایالات متحده آمریکا فرانک زاپا است که در سال ۱۹۸۴ میلادی منتشر شد.